# Palude le Marice - Cavarzere
Palude le Marice - Cavarzere este o arie protejată (arie de protecție specială avifaunistică — SPA) din Italia întinsă pe o suprafață de 46 ha, integral pe uscat.

## Localizare
Centrul sitului Palude le Marice - Cavarzere este situat la coordonatele 45°08′18″N 12°03′44″E / 45.13825°N 12.062162°E.

## Înființare
Situl Palude le Marice - Cavarzere a fost declarat arie de protecție specială avifaunistică în februarie 2005 pentru a proteja 12 specii de animale.

## Biodiversitate
Situată în ecoregiunea continentală, aria protejată conține 1 habitat natural: Lacuri eutrofice naturale cu vegetație de tip Magnopotamion sau Hydrocharition.
La baza desemnării sitului se află mai multe specii protejate:
- păsări (11): pescăruș albastru (Alcedo atthis), stârc roșu (Ardea purpurea), buhai de baltă (Botaurus stellaris), erete de stuf (Circus aeruginosus), erete vânăt (Circus cyaneus), erete cenușiu (Circus pygargus), egretă mică (Egretta garzetta), stârc pitic (Ixobrychus minutus), sfrâncioc roșiatic (Lanius collurio), stârc de noapte (Nycticorax nycticorax), cresteț pestriț (Porzana porzana)
- reptile (1): țestoasa de baltă (Emys orbicularis)